# Dżamal az-Zaruk
Dżamal az-Zaruk, Jamal Zarugh (arab. جمال الزروق, Jamāl az-Zarūq) – libijski siatkarz, olimpijczyk. 
Brał udział w igrzyskach olimpijskich w 1980 roku (Moskwa). Wystąpił w czterech spotkaniach, wszystkich przegranych wyraźnie 0–3 (zagrał w czterech grupowych z Jugosławią, Polską, Rumunią i Brazylią). Zajął wraz z kolegami ostatnie 10. miejsce.